# Берёзовка (Брединский район)
Берёзовка — посёлок в Брединском районе Челябинской области России. Входит в состав Рымникского сельского поселения.

## География
Расположен в северной части района. На территории поселка находится памятник природы гора Маячная. Расстояние до районного центра посёлка Бреды 30 км.

## История
Поселок образован и официально назван в 1959 году при 2-м отделении совхоза «Гогинский». 

## Население
| 2002 | 2010 |
| ---- | ---- |
| 290  | ↘163 |

(в 1970 — 409, в 1983 — 342, в 1995 — 345). 
Национальный состав: русские, казахи, башкиры, удмурты, украинцы.

## Улицы
- Почтовая,
- Степная,
- Центральная,
- Школьная.

## Инфраструктура
- Фельдшерско-акушерский пункт,
- клуб.